# Ölpest vor Brasilien ab 2019

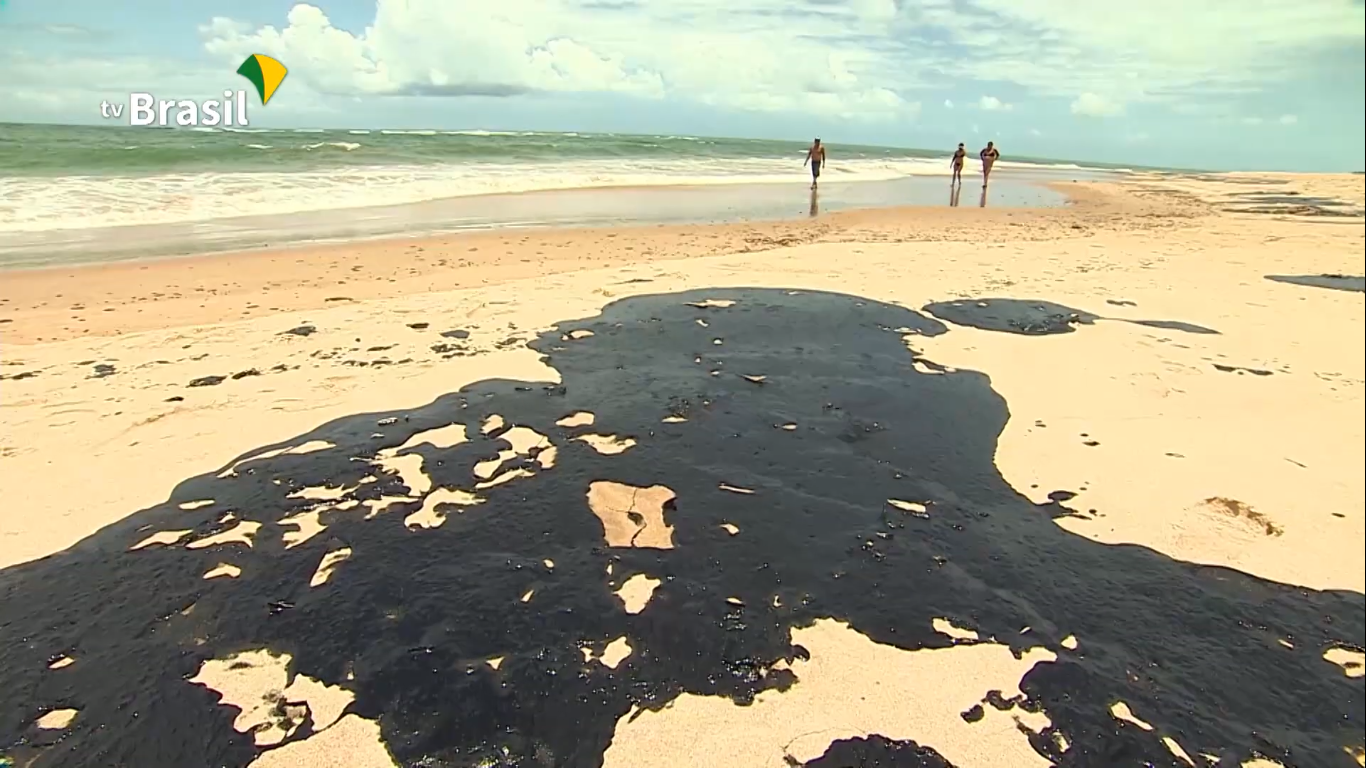
Öl an einem Strand in Nordost-Brasilien, 2019

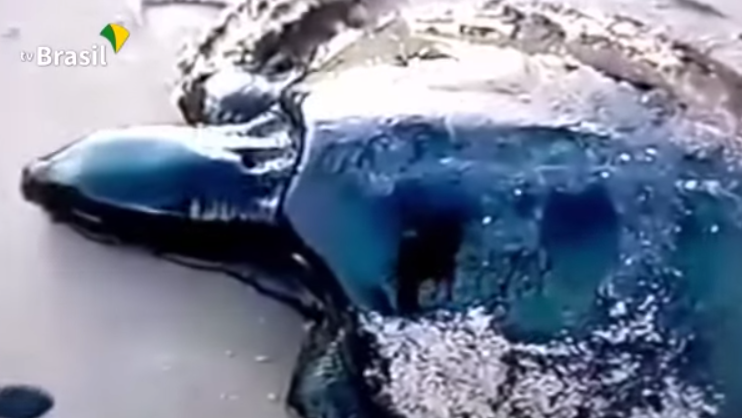
Ölbedeckte Meeresschildkröte, 2019

Bei der Ölpest vor Brasilien ab 2019 handelt es sich um großflächige Ölverschmutzungen vor der brasilianischen Küste. Ab August 2019 waren im Atlantik vor Nordost-Brasilien bis zu 2000 km Küste und damit laut dem Umweltinstitut Ibama mehr als 200 Strände betroffen. Die Ursache ist unbekannt.
Betroffen seien 578 Küstenstrände in den Bundesstaaten der beiden Região Nordeste und Região Sudeste: Alagoas, Bahia, Ceará, Maranhão, Paraíba, Pernambuco, Espírito Santo, Piauí Rio Grande do Norte und auch in Sergipe.
Erste Berichte über eine Ölverschmutzung erschienen am 2. September 2019. Die Regierung hat bisher keinen Notstand ausgerufen. Umweltgruppen werfen der brasilianischen Regierung unter dem brasilianischen Präsidenten Jair Bolsonaro vor, die Ölpest bisher weitgehend ignoriert und kaum Mittel für deren Bekämpfung zur Verfügung gestellt zu haben.
Der brasilianische Ölkonzern Petrobras gab bekannt, dass es sich um Mischungen venezolanischer Öle handele, ohne eine Schuldzuweisung zuzusprechen.